# Le Chant de l'exilé
Pour plus de détails, voir Fiche technique et Distribution.
Le Chant de l'exilé est un film français réalisé par André Hugon, sorti en 1943. 

## Synopsis
Au Pays basque français, Ramon, fils de fermier et marchand de fruits et légumes à la belle voix, a la belle vie. Il est fiancé à sa charmante cousine Maria. Mais son quotidien est remis en question quand, au cours d'une bagarre, il croit avoir tué un mauvais garçon. Il s'enfuit en Algérie où, avec un ami, il s'engage dans les Pionniers sahariens...

## Fiche technique
Sources : Bifi/CinéRessources.net - Imdb, sauf mention contraire.
- Titre original : Le Chant de l'exilé
- Réalisation : André Hugon
- Scénario et adaptation : André Hugon
- Dialogue : Yves Mirande
- Photographie : Raymond Agnel
- Son : Louis Perrin
- Montage : Jean Sacha
- Musique : Henri Bourtayre, Jean Vals
- Paroles des chansons : Maurice Vandair et Edith Piaf
- Décors : Maurice Bernard
- Affichiste : René Péron
- Producteur : Pierre Collard
- Directrice de production : Maggie Gillet
- Format : Son mono - Noir et blanc - 35 mm - 1,37:1
- Sociétés de production :  Les Films Collard, Les Productions André Hugon
- Sociétés de distribution : Cinéma de France (à l'origine), Héraut Films (reprise), LCJ Editions et Productions (DVD et ventes internationales)
- Pays de production :  France
- Tournage : à partir du 5 novembre 1942 au Studios des Buttes-Chaumont
- Durée : 90 minutes [1]
- Visa d'exploitation no 539 délivré le 21 avril 1943
- Date de sortie : France - 21 avril 1943
- Affiches : André Bertrand, René Péron (France)

## Distribution
- Tino Rossi : Ramon Etcheverry, le fils d'un fermier basque, marchand de fruits et légumes et chanteur de charme
- Ginette Leclerc : Dolores, la belle serveuse du bar de Riedgo qui devient sa maîtresse
- Aimé Clariond : Riedgo, le propriétaire du bar de l'Oasis à In Salah, dans le Sahara algérien
- Gaby André : Maria, la cousine et fiancée de Ramon
- Lucien Gallas : Jean Iragola, un Pionnier saharien qui engage Ramon et Pas Béni dans son régiment
- Maurice Baquet : Gaspard Duval dit Pas Béni
- Romuald Joubé : Pedro Etcheverry, un fermier basque, le père de Ramon
- Lilia Vetti : Paquita, une jeune fille dont Carmossa est épris
- Jean Toulout : le commandant Renaud, le chef des Pionniers sahariens
- Alexandre Mihalesco : Ali, le dévoué serviteur arabe de Dolorès
- Georges Colin : Carlos Carmossa, l'associé de Riedgo
- René Blancard : Itchoua
- Jean-Jacques Delbo : un complice de Riedgo
- Georges Paulais : le médecin
- Albert Gercourt : Manoel
- Alexandre Fabry : le curé
- Luis Mariano : un jeune Basque